# 舞鶴市警察
舞鶴市警察（まいづるしけいさつ）は、かつて存在した京都府舞鶴市の自治体警察。

## 概要
従来の京都府警察部が解体され、1948年（昭和23年）3月7日に舞鶴市警察署が設置される。
1954年（昭和29年）に新警察法が公布された。これにより国家地方警察と自治体警察が廃止され、新たに都道府県警察として京都府警察が発足。舞鶴市警察は京都府警察に統合され、姿を消した。